# 自見英子
自見 英子（じみ はなこ、1976年〈昭和51年〉2月15日 ‐ ）は、日本の政治家、医師。自由民主党所属の参議院議員（2期）。
国際博覧会担当大臣・内閣府特命担当大臣（沖縄及び北方対策・消費者及び食品安全・地方創生・アイヌ施策）（第2次岸田第2次改造内閣）、内閣府大臣政務官（第2次岸田改造内閣）、厚生労働大臣政務官（第4次安倍第2次改造内閣）、自由民主党女性局長などを歴任。
政治活動では自見 はなこの表記も用いており、入閣時の官報には本名と共にこの表記が併記された。本名は橋本 英子（はしもと はなこ）。
父は衆議院議員、参議院議員、郵政大臣、金融担当大臣などを歴任した自見庄三郎。

## 来歴
長崎県佐世保市生まれ、福岡県北九州市育ち。1988年3月、北九州市立霧丘小学校卒業。1991年3月、明治学園中学校卒業。1994年、ブルックライン高等学校（アメリカ合衆国マサチューセッツ州ブルックライン）卒業。1998年8月、筑波大学第三学群（現：社会・国際学群）国際関係学類卒業。2004年3月、東海大学医学部医学科卒業。
大学卒業後、東海大学医学部付属病院初期研修医。2006年、池上総合病院内科後期研修医、2007年、東京大学医学部小児科入局・同附属病院小児科勤務、2008年、青梅市立総合病院小児科、2009年、虎の門病院小児科～現在（非常勤）。
2010年から、父・自見庄三郎の議員秘書を2013年7月まで務める。
2013年、NPO法人日本子育てアドバイザー協会理事。2014年12月24日、第24回参議院議員通常選挙の日本医師会傘下の政治団体である日本医師連盟の組織内候補として擁立され、2015年、自民党参議院比例区（全国区）支部長、日本医師会男女共同参画委員会委員、日本医師連盟参与、日本小児科医連盟参与、東海大学医学部医学科客員准教授となる。
2016年7月10日の第24回参議院議員通常選挙で比例区から自民党公認で立候補。同党は比例代表で19議席を獲得。自見は党内得票数9位で初当選した。
2019年9月13日、 第4次安倍第2次改造内閣で厚生労働大臣政務官に就任。
2020年1月、「新型コロナウイルスに関連した感染症対策に関する厚生労働省対策推進本部」本部長代理に就任。
2020年2月、新型コロナウイルス感染症の集団感染が起きたダイヤモンド・プリンセス号の現地対策本部でにおいて、厚生労働副大臣の橋本岳と2名で現場オペレーションを行った。
同年10月29日、派閥総会で自見は志帥会への入会が了承された。
2021年2月、「こども家庭庁」創設を目指す自民党若手有志の勉強会「Children Firstの子ども行政のあり方勉強会」を山田太郎参議院議員と共同で立ち上げた（後述）。同年10月、自民党女性局長就任。
2021年12月、自民党の橋本岳衆院議員と結婚した。
2022年7月の第26回参議院議員通常選挙で、自民党は比例代表に特定枠2人を含め計33人の候補者を擁立し、18議席を獲得をした。自見は6番目の得票数で再選した。
2022年8月12日、第2次岸田改造内閣にて内閣府大臣政務官に就任した。
2023年9月13日、第2次岸田第2次改造内閣で国際博覧会担当大臣、内閣府特命担当大臣（沖縄及び北方対策、消費者及び食品安全、地方創生、アイヌ施策）として初入閣。民主党政権の閣僚経験者を父に持つ議員が自民党で入閣するのは初めてのことであり、民主党の閣僚経験者本人を含めると、松本剛明に続く就任となった。なお、同日付の閣議口頭了解において「今後政府代表等の任命行為及び許可等の法律上の行為」については本名である「橋本英子」名義を使用し、それ以外は活動名の「自見はなこ」名義を使用する事となった。
同年12月22日、政治資金パーティー収入の裏金問題を受けて、所属する二階派に退会届を提出したが、派閥側は退会を認めなかった。会長の二階俊博は「大臣になりたい時は『ワンワン』と言っておいて。礼儀を知らない」と自見への怒りをあらわにしたという。

## 人物
- 立憲民主党衆議院議員の原口一博の妻とは遠戚にあたる[31]。

### 統一教会との関係
- 統一教会創始者の文鮮明を絶賛する本を統一教会系出版社の光言社から出版した元世界日報記者に対し、2023年9月27日に自見は内閣府を代表し感謝状を贈った[32][33][34]。

## 政策・主張
- 受動喫煙防止を目的に飲食店などの建物内を原則禁煙とする改正健康増進法に賛成しており、2017年2月15日の厚生労働部会においても賛成の立場から発言をしたが、他の議員から「健康講演会じゃないんだよ!」などの多数のやじを飛ばされたと述べている。自民党たばこ議員連盟が出した妥協案では飲食店で働く従業員や客の健康を守れないと語り、健康被害がはかり知れないたばこについての正しい知識について国会議員に理解を求めた[35]。
- 訪日・在留外国人の医療提供体制整備に取り組んできた。2018年3月発足の「自民党政務調査会外国人観光客に対する医療プロジェクトチーム」事務局長を務めた[36][37]。同年7月発足の「自民党政務調査会在留外国人に係る医療ワーキンググループ」でも事務局長を務める[38]。党ワーキンググループとして2018年5月に政府に提言書を提出し、政府は2018年6月に医療費の不払い等の経歴がある訪日外国人について、次回以降の入国審査の厳格化を検討する方針を決定。2021年5月10日から、厚生労働省において20万円以上の医療費不払いの経歴がある訪日外国人の情報を収集し、出入国在留管理庁へ提供し、入国拒否も含む厳格な入国審査に活用する仕組みが始まる。[39][40][41]
- 超党派議員連盟「成育医療等基本法成立に向けた議員連盟」（現：成育基本法推進議員連盟）事務局長として、2018年12月、全ての妊婦・子どもに妊娠期から成人になるまで切れ目のない支援体制を保障する基本法「成育過程にある者及びその保護者並びに妊産婦に対し必要な成育医療等を切れ目なく提供するための施策の総合的な推進に関する法律」（略称：成育基本法）の議員立法を成立にかかわった[42]。
- 子どもの死亡事故を検証し、再発防止につなげる取り組み「チャイルド・デス・レビュー（CDR）」の制度化について、上述の成育基本法のほか、議員立法である死因究明等推進基本法にもCDRについて盛り込むなど、熱心に活動している。[43]
- 乳児用液体ミルクについて、乳児の健康や防災の面から重要性を主張している[44]。
- 平成30年12月に改正入国管理法等が成立したことを受け、分野横断的な議論をした上で政府が策定する各種の運用方針等に意見を反映することを目的に発足した「自民党政務調査会外国人労働力受入れに関する合同会議」の事務局次長を務め、人手不足に対応して一定の専門性・技能を有した即戦力となる外国人を受け入れていく仕組みの構築等の「基本方針」、業態別の受入れ見込み数等の「分野別運用方針」、全国各地における一元的窓口の設置支援や多言語音声翻訳システムの利用促進、日本語教育機関の質の向上・適正な管理、日本語教育・外国人児童生徒の教育の充実、留学生の就職支援、社会保険への加入促進、悪質な仲介事業者・受入れ機関などの排除等の「総合的対応策」について審議し、とりまとめた[45]。
- 2021年2月から、複数の省庁にまたがる子ども政策を一元的に所管する「こども庁」の創設について、山田太郎とともに自民党若手国会議員の勉強会「Children Firstの子ども行政のあり方勉強会」を組織して提言を取りまとめた。同年4月1日に内閣総理大臣菅義偉に申し入れを行った[46]。菅は、同日中に自民党内に総裁直属の検討機関設置を幹事長二階俊博に指示し、4月13日に「『こども・若者』輝く未来創造本部」が設置され、「こども庁」設置への議論が開始された[46][47][48]。2022年5月18日、参議院本会議に岸田文雄首相が出席し「こども家庭庁」設置法案の趣旨を説明。質疑では自見と立憲民主党の宮沢由佳が質問した[49]。
- 「HPVワクチンの積極的勧奨再開を目指す議員連盟」事務局長として活動し、2022年4月からの積極的勧奨再開および接種を逃した世代へのキャッチアップ接種を実現。議連は、9価ワクチンの定期接種化や男性への接種を目標に引き続き活動を続けると表明。[50][51]。

## 不祥事

### 不倫報道
2020年7月29日、週刊文春電子版は、自見が既婚者である橋本岳厚生労働副大臣と不倫関係に陥り、連日夕刻に退庁後、デートを重ねていると報じた。東京都のコロナ新規感染者が293人と過去最高（当時）となった同年7月17日の夜、橋本が自見の住む参議院麹町宿舎を訪れ、翌朝午前4時近くまで約7時間にわたって滞在していたことも明らかとなった。この報道を受けて、菅義偉官房長官は7月30日の記者会見で、加藤勝信厚労相が同日までに2人に注意をしたと述べた。同年8月19日、小川淳也は衆議院厚労委員会で橋本に事実関係の説明を求めたが、橋本は答弁を拒否した。自見も質問を受けたが、橋本とほぼ同内容の答弁に終始した。同年8月20日、石橋通宏は参議院厚労委員会で橋本と同伴で現場視察の公務を行う回数の多さを指摘した。その後、翌年12月29日に橋本と結婚し、橋本の4人の子供とも養子縁組をした（自見は初婚）。

### コロナ禍での政治資金パーティー開催
2021年4月20日、東京都に新型コロナウイルス感染拡大に伴うまん延防止等重点措置が適用されていた最中に自身の政治資金パーティーを開催した。このパーティーには日頃、国民へ向けて不要不急の外出や会合の自粛など行動抑制を訴えていた日本医師会の中川俊男会長ら執行部役員が複数参加していた。

### 賃料収入が政治資金収支報告書に不記載
2023年11月、自身の資金管理団体「ひまわり会」が自見本人から受け取った賃料収入を政治資金収支報告書に記載していなかったことを明らかにした。自見は「事務的な誤り」と述べ、訂正したと説明した。自見の選挙運動費用収支報告書などによると、自見は2022年の参院選に際してひまわり会の事務所を選挙運動のために使用。いずれも「選挙事務所借上料」として、2022年7月11日に145万2千円と19万8千円をひまわり会に支出したが、ひまわり会側は収入に記載していなかった。ひまわり会は2022年7月10日、参院選を巡って支出した自見への寄付約12万5千円を当初記載していなかったが、政治資金収支報告書の公表直前に訂正した。自見が再選を果たした昨年参院選を巡っては、選挙経費の領収書について宛先を空白にしたり、「上様」としたりするなど支払者の分からないものが約190件あった。公選法は、領収書には支出の金額と年月日、目的を記載しなければならないとする一方、宛名の不記載は法律上の規定がない。

### 政治資金規正法違反疑惑
自見と務台俊介がそれぞれ代表を務める政治団体が2022年、所属派閥の政治資金パーティーの「会費」として政治資金規正法の上限150万円を超える金額を支出したなどとして、神戸学院大の上脇博之教授が2023年11月、同法違反の疑いで両団体の会計責任者らに対する告発状を東京地検に送付したことが分かった。
自見が所属する二階派の「志帥会」と務台が所属する麻生派の「志公会」についても、上限を超える収入を受け取り、2022年分の政治資金収支報告書に記載しなかったとして会計責任者らが告発対象となった。

### パワハラ疑惑
2023年11月15日、文春オンラインが、元官僚が、自見のパワハラが原因で心身を病み、退職に至ったことを報じた。この元官僚によれば、2020年夏から秋ごろにかけて、厚生労働大臣政務官だった自見は、官僚に厳しい要求を繰り返し、意に沿わない官僚に対しては「言うこと聞かなければ飛ばすわよ！」と言い放ったという。これについて週刊文春編集部が自見に尋ねると、事務所は「御指摘のような事実はありません」と回答した。

### 公職選挙法違反疑惑
2022年の参院選公示から投開票までの間に、国と取引があった法人から寄付を受けていたことが、2023年12月に各支部の政治資金収支報告書で分かり報道された。
公職選挙法は国と契約を結ぶ当事者が国政選挙に関連して寄付することを禁じている。
政治資金収支報告書によると、参院選公示の2022年6月22日から投開票の7月10日にかけて、長谷川岳の支部が1社から5000円、自見英子の支部が1社から60万円、大家敏志の支部が1社から1万円の寄付を受けた。いずれの法人も期間中、国と取引があった。

## 主な役職
2015年
- 自民党参議院比例区（全国区）支部長[9]
- 日本医師会男女共同参画委員会委員[9]
- 日本医師連盟参与、日本小児科医連盟参与[9]

2016年
- 参議院議院運営委員会委員（～2019年9月）
- 参議院厚生労働委員会委員（～2018年9月）
- 参議院災害対策特別委員会委員（～2019年9月）
- 自民党厚生関係団体委員会副委員長（～2019年9月）
- 自民党女性局次長（～2018年9月）
- 自民党青年局次長（～2019年9月）
- 自民党新聞出版局次長（～2018年9月）

2017年
- 自民党厚生労働部会副部会長（～2019年9月）

2018年
- 参議院厚生労働委員会理事（～2019年9月）
- 自民党女性局長代理（～2019年9月）
- 自民党報道局次長（～2019年9月）
- 自民党青年局学生部副部長（～2019年9月）

2019年
- 厚生労働大臣政務官（～2020年9月）
- 参議院厚生労働委員会委員
- 参議院国民生活・経済に関する調査会
- 自民党青年局顧問

2020年
- 自民党青年局長代理
- 自民党中央政治大学院副学院長

2021年
- 自民党女性局長
- 自民党『「こども・若者」輝く未来創造本部』役員

2023年
- 地方創生担当大臣

その他
- 東海大学医学部医学科客員准教授[9]
- 公益社団法人日本小児科学会認定小児科専門医
- 一般社団法人日本内科学会認定内科医
- 防災士

## 選挙歴
| 当落 | 選挙                     | 執行日         | 年齢 | 選挙区       | 政党       | 得票数     | 得票率 | 定数 | 得票順位 /候補者数 | 政党内比例順位 /政党当選者数 |
| ---- | ------------------------ | -------------- | ---- | ------------ | ---------- | ---------- | ------ | ---- | ------------------ | ---------------------------- |
| 当   | 第24回参議院議員通常選挙 | 2016年07月10日 | 40   | 参議院比例区 | 自由民主党 | 21万562票  | 1.04%  | 48   | /                  | 9/19                         |
| 当   | 第26回参議院議員通常選挙 | 2022年07月10日 | 46   | 参議院比例区 | 自由民主党 | 21万3359票 | 1.16%  | 50   | /                  | 8/18                         |

## 所属団体・議員連盟
- 超党派 成育基本法推進議員連盟（事務局長）
- 超党派　脳卒中・循環器病対策フォローアップ議員連盟（事務局長）
- 医師養成の過程から医師偏在是正を求める議員連盟（事務局長）
- WHO議員連盟（事務局長）
- 超党派　女性医療職エンパワメント推進議員連盟（事務局長）
- 難聴対策推進議員連盟（事務局長）
- 骨髄・さい帯血バンク議員連盟（事務局次長）
- 臨床工学技士を支援する議員連盟（事務局長）
- HPVワクチンの積極的勧奨再開を目指す議員連盟（事務局長）
- 救急医療に関する議員勉強会（事務局）
- 乳児用液体ミルクの普及を考える会（事務局長）
- ワクチン勉強会（呼びかけ人代表）
- 医療分野における情報管理の強化に向けた勉強会（呼びかけ人）
- 自民党政務調査会外国人観光客に対する医療プロジェクトチーム（事務局長）
- 自民党政務調査会在留外国人に係る医療ワーキンググループ（事務局長）
- 自民党政務調査会死因究明体制促進に関するプロジェクトチーム（事務局長）
- 日本の尊厳と国益を護る会（幹事）[64]

## 出演番組

### ラジオ

#### 現在
- すくすく育て子どもの未来健康プロジェクト（ニッポン放送）※コメンテーター、- 2018年1月7日 -

#### 過去
- 自見はなこのメディカル&ヘルスカフェ（ラジオNIKKEI第1放送） - 2016年1月6日 - 2016年2月24日